# Marrazes
Marrazes é uma localidade do Município de Leiria que foi sede da extinta Freguesia de Marrazes, freguesia que tinha 19,13 km² de área e 22 528 habitantes, e, por isso, uma densidade populacional de 1 177,6 hab/km².
A Freguesia de Marrazes foi extinta em 2013, no âmbito de uma reforma administrativa nacional, para, em conjunto com a Freguesia de Barosa formar uma nova freguesia denominada União das Freguesias de Marrazes e Barosa da qual é a sede.
A Freguesia de Marrazes era influenciada por outros aglomerados populacionais próximos, como Leiria, Marinha Grande, Pombal, Batalha, Porto de Mós, Ourém, Fátima e Alcobaça. Está também próximo de praias como a Praia da Vieira, a Praia do Pedrógão, São Pedro de Moel, Paredes da Vitória e Nazaré.
Conhecida como sendo o local de onde são naturais o atleta campeão nacional de salto em comprimento João Rocha e o cantor David Fonseca.

## História
A freguesia de Marrazes foi herdeira da freguesia de Arrabalde da Ponte, extinta no ano de 1811.

#### A criação da freguesia
Não se conhece o documento oficial que criou a freguesia de Marrazes e apenas se sabe que se localizava no sitio atual, na margem esquerda do rio Lis. Esta freguesia possuiu três vintenas: Pinheiros (a mais antiga), Gândara dos Olivais (desde 1815) e Marrazes, a mais recente, criada em 1819. Aquando da destruição de Leiria e arredores, a 5 de março de 1811, decorrente das Guerras Peninsulares e da 3ª invasão francesa, e da consequente degradação da Igreja de S. Tiago do Arrabalde da Ponte, devido às cheias sazonais do Rio Lis e à utilização do edifício como cavalariça das tropas francesas, D. Manuel de Aguiar (bispo à data) decide mudar os símbolos da freguesia (sacrário e pia batismal) para a Igreja dos Pinheiros. Assim, os batismos da freguesia passam a ser realizados na Capela de S. João Batista dos Pinheiros, que existe desde antes de 1712, e algumas cerimónias como casamentos passam a ser celebrados também na Igreja da Quinta do Amparo. Contudo, o seu sucessor no bispado, D. João Ignacio da Fonseca, pressionou as autoridades para transportar a pia e o sacrário para o lugar dos Marrazes. Após uma acesa disputa com os habitantes de Pinheiros, que não ficaram agradados com a decisão, esta acabou por ser colocada na recém construída Igreja de S. Tiago de Marrazes, no ano de 1829. Em 1835, o pároco Rev. José Diogo Cobas notifica que Marrazes é uma das 27 paróquias de Leiria, sendo uma freguesia rural com 318 fogos e 1443 almas, sendo que a sua igreja não tem Fábrica.
A Igreja de S. Tiago do Arrabalde é destruída, e Marrazes herda alguns dos materiais oriundos dela. Os enterros dos habitantes passaram a ser feitos no cemitério público, que existiu atrás da Igreja até 1967, altura em que foi inaugurado o Cemitério atual.

#### Os párocos de Marrazes
A partir da consulta dos livros de assentos paroquiais, de batismos, casamentos e óbitos (a partir de 1811) estes foram os sacerdotes que  ocuparam a função de pároco na freguesia de Marrazes: 
- 1828 - 1829: Beneficado Joaquim José de Azevedo (m. 1837)
- 1829 - 1838: Padre José Diogo Cobas, ou Cobas da Silva
- 1838: Padre Manuel Midões
- 1838 - 1854: Padre Clemente José Vaz
- 1854 - 1859: Padre António Pereira de Oliveira
- 1859 - 1862: Padre Manuel da Silva Correia
- 1862 - 1871: Padre Manuel da Silva
- 1871 - 1879 (interpolado): Padre José Pereira Soares (Padre Capitão)
- 1873 - 1874: Padre Manuel Francisco de Faria Gaio
- 1879 - 1912: Padre Domingos Cortês da Silva Curado
- 1912 - 1947: Padre José de Seiça
- 1947 - 1963: Padre Manuel Lopes Duarte da Silva
- 1963 - 1964: Padre Dr. Armindo da Cruz Vicente
- 1973 - 1981: Padre Manuel da Silva Gaspar
- 1968 - 2003: Padre António das Neves Gameiro
- 2003 - 2016: Padre Augusto Gomes Gonçalves
- 2016 - atual: Padre Rui Acácio Amado Ribeiro[6]

## População
| População da freguesia de Marrazes | População da freguesia de Marrazes | População da freguesia de Marrazes | População da freguesia de Marrazes | População da freguesia de Marrazes | População da freguesia de Marrazes | População da freguesia de Marrazes | População da freguesia de Marrazes | População da freguesia de Marrazes | População da freguesia de Marrazes | População da freguesia de Marrazes | População da freguesia de Marrazes | População da freguesia de Marrazes | População da freguesia de Marrazes | População da freguesia de Marrazes |
| ---------------------------------- | ---------------------------------- | ---------------------------------- | ---------------------------------- | ---------------------------------- | ---------------------------------- | ---------------------------------- | ---------------------------------- | ---------------------------------- | ---------------------------------- | ---------------------------------- | ---------------------------------- | ---------------------------------- | ---------------------------------- | ---------------------------------- |
| 1864                               | 1878                               | 1890                               | 1900                               | 1911                               | 1920                               | 1930                               | 1940                               | 1950                               | 1960                               | 1970                               | 1981                               | 1991                               | 2001                               | 2011                               |
| 2 020                              | 2 015                              | 2 504                              | 2 881                              | 3 225                              | 3 544                              | 3 815                              | 4 487                              | 5 595                              | 6 451                              | 7 600                              | 10 671                             | 13 026                             | 20 442                             | 22 528                             |

Marrazes situa-se dentro da área urbana de Leiria. Esta freguesia tem mais de 20 000 habitantes sendo então a mais populosa do Município de Leiria e das que possui maior densidade populacional no distrito.
A freguesia possuí uma vasta oferta habitacional e por garantir uma considerável oferta de trabalho, graças à sua forte componente industrial e comercial, esta freguesia registou, segundo os dados obtidos pelos Censos de 2001, um crescimento populacional superior a 53%, contra a média nacional que se situou abaixo dos 7,5%.

## Economia
Sectores Económicos:
- Primário - 6%
- Secundário - 45%
- Terciário - 49%

A agro-pecuária, a indústria e o comércio são, hoje, os principais baluartes económicos desta freguesia. No entanto, a indústria é o sector onde Marrazes mais de destaca. Actualmente, as unidades industriais proliferam por toda a freguesia e prova do seu desenvolvimento é a existência da maior área industrial concelhia: a Zona Industrial da Cova da Faias (ZICOFA).

## Heráldica

### Brasão
Escudo de prata, castelo de azul aberto e iluminado do campo, sobre um monte de negro, acompanhado em chefe de uma serpe alada de verde entre dois pinheiros do mesmo frutados de ouro; em ponta três faixetas ondadas de prata e azul. Coroa mural de três torres de prata. Listel branco com a legenda a negro: “MARRAZES”.

### Bandeira
Esquartelada de verde e branco. Cordão e borlas de prata e verde. Haste e lança de ouro.

## Educação
No âmbito da educação, encontra-se dotada os seguintes estabelecimentos:
- 9 Jardins de Infância
- 12 Escolas EB 1º Ciclo
- Escola EB 2º e 3º Ciclos de Marrazes
- Escola de Formação Social de Marrazes
- Escola Secundária Afonso Lopes Vieira
- CERCILEI
- APPC
- OASIS

## Equipamentos
- Igreja Matriz
- Filarmónica de S. Tiago de Marrazes
- Junta de Freguesia
- Museu Escolar
- Pavilhão Polidesportivo
- Sport Club Leiria Marrazes, SCLM
- Polícia de Segurança Pública, PSP
- Bombeiros Voluntários de Leiria
- Centro de Saúde Arnaldo Sampaio
- Bairro Social Dr. Francisco Sá Carneiro
- Vários restaurantes típicos da região
- Farmácias (em Marrazes, Marinheiros, Gândara e Nova Leiria)
- Supermercados: Ponto Fresco, Intermarché, Bricomarché, Stationmarché, Lidl, Pingo Doce e Aldi
- Leiria City Park: Vodafone
- Atlético Clube Da Sismaria

## Mata dos Marrazes
A Mata dos Marrazes estende-se por uma área de 90 hectares, característica que lhe valeu o epíteto de “pulmão da cidade de Leiria”.
Este espaço de lazer conta com espaços verdes, parque de merendas e um circuito de manutenção aberto a toda a população.
A Mata de Marrazes será dotada de equipamentos de utilização no âmbito de actividade desportiva formal e informal, designada de Aldeia do Desporto. Equipamentos estes que se tornarão bastante importantes face ao famoso slogan desta terra: "Suba Marrazes". Esta expressão surgiu antes do começo do Estado Novo, tendo sido, por isso, censurada até à queda do regime em 25 de Abril de 1974.
Equipamentos previstos:
- Piscina
- Campos de futebol
- Pavilhão multiusos
- Campos de ténis
- Pista de ciclismo
- Circuitos de manutenção e circuitos pedestres
- Parque infantil
- Parque aventura
- Caixas de areia (voley de praia)

## Museu Escolar
O Museu Escolar de Marrazes teve a sua origem num projecto pedagógico, posto em prática pelos professores do 1° Ciclo do Ensino Básico de Marrazes no ano lectivo de 1992/93 com o título "A Escola Através dos Tempos".
Em 2001 integrou na Rede Portuguesa de Museus, atingindo uma importante etapa no panorama museológico português. Este vasto espólio só foi possível porque os doadores surgem de qualquer ponto do país e, generosamente, entregam ao Museu Escolar os objectos que possuem para que sejam preservados, investigados e expostos.
O Museu Escolar é, por isto, um projecto único no nosso país, que se reveste de excepcional afirmação cultural e de interesse para a comunidade escolar. Está integrado na Rede Portuguesa de Museus, inscrito na Associação Portuguesa de Museologia e é membro do ICOM (International Council of Museums).

## Gastronomia
Marrazes dispõe de alguns dos melhores restaurantes do município e do distrito de Leiria, alguns dos quais reconhecidos nacionalmente pela excelência no serviço e qualidade gastronómica das suas ementas.[carece de fontes?]
Quanto aos pratos típicos, a freguesia de Marrazes oferece aos seus visitantes deliciosos acepipes, como a Fritada (Entrecosto de Porco e Morcela de Arroz, grelos e batata cozida), e pratos de carne como a Feijoada e o Cabrito Assado.
No que toca aos doces regionais, destacam-se o “Bolo da Festa” e os Bolinhos com frutos secos, característicos do Dia do Bolinho (Dia de Todos os Santos).

## Lugares da Antiga Freguesia
- Arrabalde da Ponte
- Bairro das Almoinhas
- Calçada do Bravo
- Carreira de Tiro
- Casal do Falcão
- Casal Valverde
- Catraia (parte)
- Covinhas
- Gândara dos Olivais
- Casal do Gordalina
- Janardo
- Marinheiros
- Marrazes
- Nova Leiria
- Outeiro das Barrocas
- Outeiros da Gândara
- Pilada
- Pinheiros
- Planalto
- Ponte da Pedra (parte)
- Porto Figueira
- Quinta da Matinha
- Quinta de Santo António
- Quinta do Alçada
- Quinta do Amparo
- Quinta do Bispo
- Quinta do Vinagre
- Rego d'Água
- Sismaria
- Vale Sepal
- Valverde